# アンジェラ・サマーズ
アンジェラ・サマーズ Angela Summers（カリフォルニア州出身、1964年11月6日 - ）は、アメリカ合衆国のポルノ女優、エキゾチックダンサー。彼女はAVN殿堂のメンバーである。

## 略歴
サマーズは1990年から2000年まで、映画出演と多忙なダンスのスケジュールの間で時間を使い分けながら、100本以上の映画で主演した。1994年以降はエイズ騒動によりハードコアシーンへの出演は減り、1997年を最後に出演をレズビアンか単独のシーンに絞っている。
2000年代に入った後も、彼女はダンスの巡業を続け、時折ビデオに出演している。2002年9月にマリナデルレイ (カリフォルニア州) からラスベガス (ネバダ州) に移住。以前はウェブ上でも自身のサイトで精力的に活動していたが、2008年5月現在には顕著な活動は見られない。

## 出演作の一部
- 1991年 - 『シーザー/誘惑のバックショット (Wild Goose Chase) 』
- 1991年 - 『史上最強の絶倫サイボーグ/タフミネーター (The Penetrator) 』
- 1991年 - 『ドリーム・パッション/愛欲のかなたに (Obsession) 』
- 1991年 - 『シラノ伝説/危険な女たち (Cyrano) 』
- 1992年 - 『アンジェラ・サマーズ in 禁断の指輪 (Book of Love) 』
- 1992年 - 『エンジェル・サヴァンナ/金髪夢性界 (Angels) 』
- 1994年 - 『爆発!!マンP工場 (Candy Factory) 』

## 受賞
- 1992年 XRCO最優秀新人女優賞[3]
- 2008年 AVN殿堂顕彰[1]
- Legends of Erotica[4]